# 祖师殿
祖师殿是中国汉传佛教寺院非常重要的殿堂之一，一般坐落在大雄宝殿西侧。祖师殿传播到东亚，在日本名叫“开山堂”。祖师殿在禅宗寺院最常见，所供奉的祖师一般是三位，一位是本宗建立者，一位是对本宗建立和弘扬有重大贡献者，一位是本寺院的建立者。

## 供奉
在禅宗寺院中，祖师殿中间供奉达摩祖师，左边是六祖慧能，右边是百丈怀海。达摩祖师从古印度把佛教传播到中国，后人追认他是禅宗的初祖。六祖慧能是中国禅宗的实际建立者，他之后的禅宗改变了中国佛教面貌，对中国传统文化影像极其深远。百丈怀海是六祖慧能的三传弟子，他把禅宗运用到生活实践中，同时建立了一整套清规戒律，对禅宗的稳定做出了巨大贡献。